# 戦術的エネルギー自律型ロボット
戦術的エネルギー自律型ロボット（せんじゅつてきエネルギーじりつがたロボット、Energetically Autonomous Tactical Robot、EATR）とは自身の活動に必要な植生バイオマスを自ら探し出し、燃料補給を行う自律型ロボット車両である。理論上は永久運転が可能なもので、アメリカ合衆国のRobotic Technology社とCyclone Power Technologies社によって研究されている。アメリカ国防総省の機関DARPAによるアメリカ軍のための開発プロジェクトの一環である。
このロボットが人間の死体を捕食するのではという噂がインターネットや各種メディアにおいて言われている。これに対しCyclone Power Technologies社は動物や人間のバイオマスがロボットの廃熱エンジンにおいて使用されることは意図されていないと述べており、またロボットのセンサーは探索された素材を識別することができるとしている。しかしながら米Robotic Technology社のプロジェクト概観におけるリストには鶏油が含まれている。

## 動力装置
ロボットはハイブリッド型外部燃焼エンジンであるサイクロンエンジン（ランキンサイクル）によって動力を得ている。エンジンはロボットに動力を与えるだけでなく、センサーやアーム、補助部品を作動させるバッテリーへの再充電にも使われる。ロボットは自らアームを使って燃料となる植物をつかみ、外燃エンジンに通じるホッパへと放り込む。

### 燃料源
EATRは特定の種類の植物やそれに類するもののみを消費するようプログラムされており、燃料に転換するためバイオマスを取り込むことができる。またEATRはガソリン、ケロシン、クッキングオイルや太陽エネルギーなどの燃料も使うこともできる。その中には推薦された燃料のひとつとして鶏油も含まれる。
システムは関係者によれば68kgの植物で161km走ることを期待されているという。